# Swaminarayan

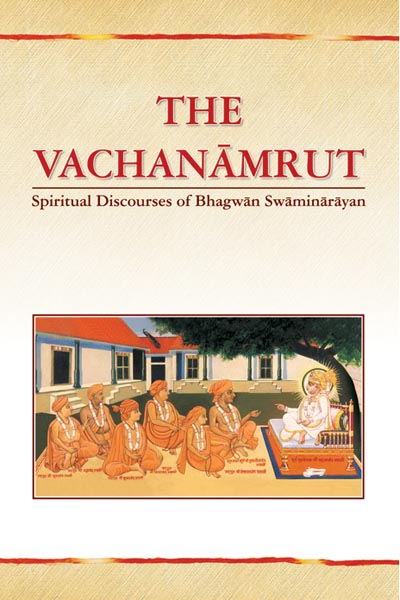
Waczanamrut w jęz. angielskim

Swaminarayan Sampradaya nurt w wisznuizmie, złożony w 1801 r. przez Swaminarajana.
Swaminarayan (Svāminārāyāṇa) koncentruje się na osobistej i zbiorowej bhakti (oddaniu) wobec osobistego boga, opartym na kanonicznych tekstach wedyjskich i wisznuickich. Twórca tego nurtu Swaminarajan skupił wokół siebie grupę wyznawców w regionie Saurasztra (Gudżarat) i przekazywał swoje doktryny w języku gudżarati. Nauki Swaminarajana zostały spisane przez jego starszych uczniów, zweryfikowane przez niego, a wkrótce po jego śmierci zebrane w tekst zwany Waczanamrut (Vacanāmrut, Nektar Słów), który pozostaje głównym pismem tego nurtu.
Jednak od śmierci Swaminarajana w 1830 r. pojawiły się kontrowersje, co do jego sukcesji w wyniku czego powstało co najmniej tuzin grup, które uważają Swaminarajana za boga, ale różnią się szczegółami swojej teologii i przywództwa religijnego.
Swaminarayan Sampradaya jest obecnie jedną z najszybciej rozwijających się tradycji hinduistycznych na świecie, z ponad dwoma tysiącami świątyń, w tym Akshardham w Delhi. Dziś obejmuje kilka międzynarodowych organizacji, w szczególności Bochasanwasi Shri Akshar Purushottam Swaminarayan Sanstha (BAPS), które razem mają ponad pięć milionów członków w Indiach i za granicą.
Doktryny Swaminarajana dotyczące teologii, pobożności i wyzwolenia (moksza) miały pewne podobieństwa z wieloma klasycznymi systemami hinduizmu. Uważał osiem tekstów za autorytatywne w tym: Wedy, Wedantasutra, Bhagawatapurana i Bhagawadgita. Swaminarajan zidentyfikował pięć "wiecznych i prawdziwych" bytów: dźiwa, iśwara, maja, Brahman i Parabrahman. Zrozumienie swojej prawdziwej pozycji i utożsamienie z Brahmanem jest najwyższym nakazem dla wyznawców. Oddawanie czci w świątyniach, uczestniczenie w festiwalach, rytuałach i naukach, przestrzeganie zalecanych zachowań oraz rozważanie przykładów wielbicieli z przeszłości i teraźniejszości mają pomóc w osiągnięciu tego celu. Swaminarajan głosił potrzebę działania na rzecz poprawy życia społecznego (np. kopanie studni i jezior, prowadzenie ośrodków opieki społecznej, usuwanie dyskryminacji kastowej, zwalczanie analfabetyzmu, sati i dzieciobójstwa). Sadhu przyjmują pięć ślubów: unikania kradzieży, używek, jedzenia mięsa, cudzołóstwa i nieczystości cielesnej oraz duchowej. Obowiązuje ich ścisły celibat. Podczas ceremonii religijnych przestrzegane jest rozdzielanie wyznawców według płci.